# 圣卡洛广场

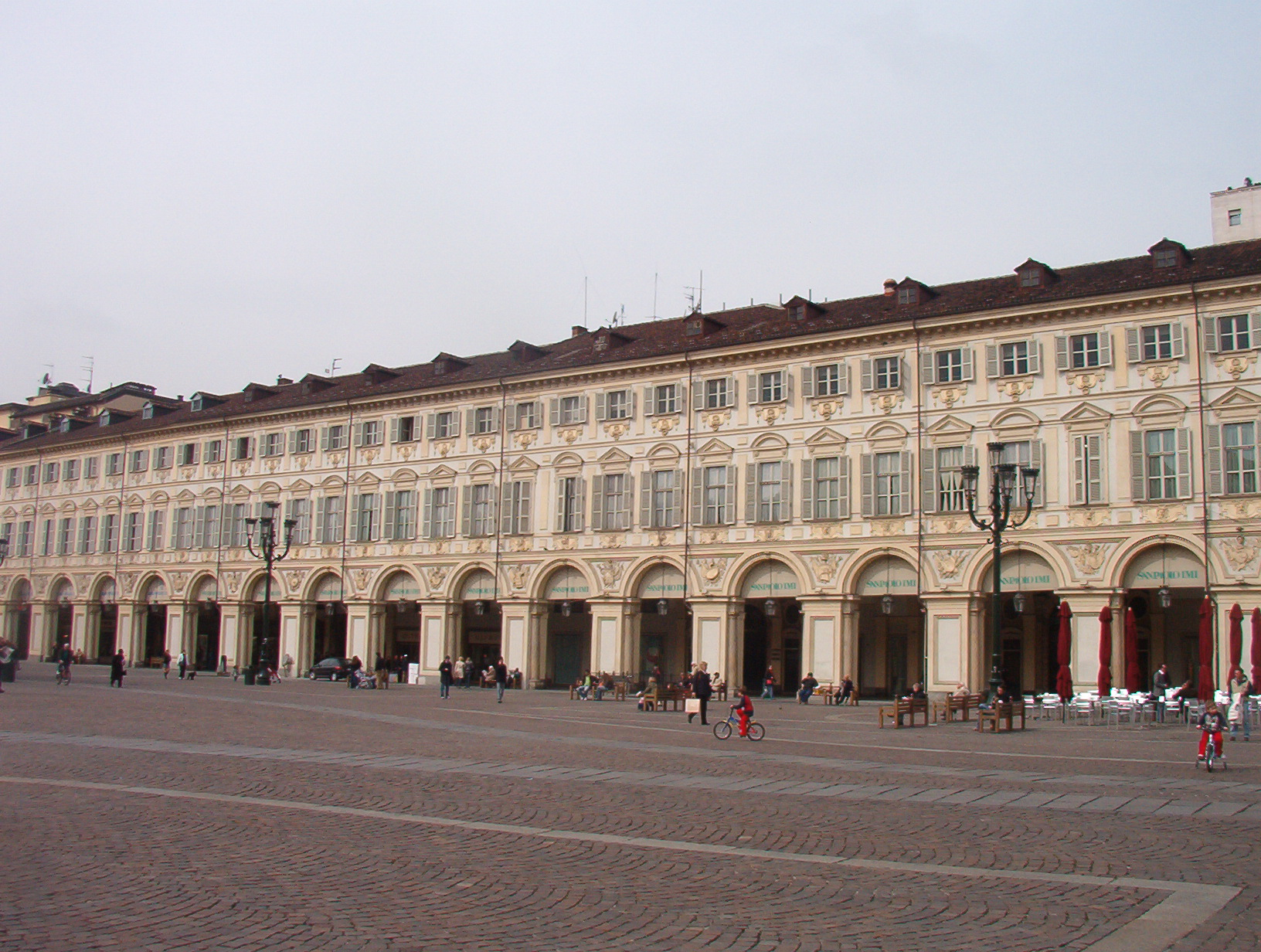
圣卡洛广场的建筑

圣卡洛广场（Piazza San Carlo）是皮埃蒙特首府都灵核心的一个重要广场和最好的景致之一。广场长方形，长168米，宽76米，面积12768平方米。通过罗马街可连接城堡广场。
广场中心是1838年卡洛·马洛凯蒂创作的埃马努埃莱·菲利贝托的骑马雕像。南面是两座巴洛克式教堂：圣基斯定堂（1639年），和圣嘉禄教堂（1619年）。
广场上也有重要的文化和经济机构，包括意大利联合圣保罗银行和哥德学院。
皮埃蒙特的政治生活一直是在圣卡洛广场，或者说在其著名的咖啡厅，作家，和贵族经常光顾。其中最著名的是圣卡洛咖啡馆。